# بورت دي بيه
بورت دي بيه هي إحدى بلديات هايتي. وهي عاصمة إدارة الشمال غربية، كانت مصدراً كبيراً للموز والبن، تأسست عام 1665 من قبل المستعمرين الفرنسيين، يبلغ عدد سكانها 462.000 نسمة وذلك حسب إحصائيات سنة 2015.

## توأمة
لبورت دي بيه اتفاقيات توأمة مع:
- إركرات

## أعلام
- بينيتو إراولا سيلفيان
- جان فيليب بيغيرو